# Ribera Alta (Álava)
Ribera Alta (Baskisch: Erriberagoitia) is een gemeente in de Spaanse provincie Álava in de regio Baskenland met een oppervlakte van 120 km², op ongeveer 25 kilometer ten westen van Vitoria-Gasteiz. Ribera Alta telt 745 inwoners (1 januari 2016). De hoofdplaats van de gemeente is Pobes. Hoewel in Ribera Alta relatief nog weinig Baskisch wordt gesproken, werd in 2018 geconstateerd dat het aantal Baskischtaligen weer toenam.

## Geografie
In de gemeente bevinden zich de volgende kernen:
| - Antezana de la Ribera - Anúcita - Arbígano - Arreo - Artaza - Barrón - Basquiñuelas - Caicedo-Sopeña - Castillo-Sopeña - Escota - Hereña - Lasierra - Leciñana de la Oca | - Mimbredo - Morillas - Nuvilla - Ormijana - Paúl - Pobes - San Miguel - Subijana-Morillas - Tuyo - Villabezana - Villaluenga - Villambrosa - Viloria |

De gemeente grenst in het noorden aan de gemeente Kuartango en in het oosten aan Iruña de Oca en de bij de provincie Burgos horende enclave Condado de Treviño. Verder aangrenzen in het zuiden Lantarón en Ribera Baja en in het westen Añana en Valdegovía.

## Demografische ontwikkeling
Bron: INE, 1857-2011: volkstellingen
Opm.: In 1930 werden de gemeente Subijana en een deel van de gemeente Lacozmonte aangehecht
Alegría-Dulantzi · Amurrio · Añana · Aramaio · Armiñón · Arraia-Maeztu · Arrazua-Ubarrundia · Artziniega · Asparrena · Ayala/Aiara · Baños de Ebro/Mañueta · Barrundia · Berantevilla · Bernedo · Campezo/Kanpezu · Elburgo/Burgelu · Elciego · Elvillar/Bilar · Harana/Valle de Arana · Iruña de Oca/Iruña Oka · Iruraiz-Gauna · Kripan · Kuartango · Labastida · Lagrán · Laguardia · Lanciego/Lantziego · Lantarón · Lapuebla de Labarca · Laudio/Llodio · Legutiano · Leza · Moreda de Álava · Navaridas · Okondo · Oyón-Oion · Peñacerrada-Urizaharra · Ribera Alta · Ribera Baja/Erribera Beitia · Salvatierra/Agurain · Samaniego · San Millán/Donemiliaga · Urkabustaiz · Valdegovía · Villabuena de Álava/Eskuernaga · Vitoria-Gasteiz · Yécora/Iekora · Zalduondo · Zambrana · Zigoitia · Zuia